# Joseph Nguyễn Tấn Tước
Joseph Nguyễn Tấn Tước (Chánh Hiệp, 22 settembre 1958) è un vescovo cattolico vietnamita, dal 30 giugno 2012 vescovo di Phú Cuong.

## Biografia
Joseph Nguyễn Tấn Tước è nato il 22 settembre 1958 nel comune di Chánh Hiệp, oggi parte di Thủ Dầu Một nella provincia di Binh Duong.

### Formazione e ministero sacerdotale
Si è formato nel seminario minore di San Giuseppe di Phú Cuong (dal 1971 al 1978) e poi nel seminario maggiore (dal 1980 al 1988), sempre a Phú Cuong. 
È stato ordinato presbitero il 4 aprile 1991 dal vescovo di Phú Cuong Louis Hà Kim Danh. Dopo l'ordinazione è stato assegnato alla parrocchia di Tha La prima come vicario parrocchiale e poi come parroco fino al 2000, quando è stato inviato in Francia per studiare presso l'Institut catholique de Paris, dove ha conseguito la licenza in diritto canonico e la specializzazione in teologia biblica e sistematica.
Tornato in patria nel 2006, è stato nominato direttore del centro di formazione dei candidati al sacerdozio e contemporaneamente responsabile per le vocazioni sacerdotali della diocesi.

### Ministero episcopale
Il 14 marzo 2011 papa Benedetto XVI lo ha nominato vescovo coadiutore di Phú Cuong. Ha ricevuto l'ordinazione episcopale il 29 aprile 2011 per imposizione delle mani del vescovo Pierre Trần Đình Tứ. È succeduto al governo della diocesi il 30 giugno 2012, giorno del ritiro del suo predecessore. 
In seno alla conferenza episcopale del Vietnam è stato presidente della Commissione per le comunicazioni sociali fin dal 2013.

## Genealogia episcopale
La genealogia episcopale è:
- Cardinale Scipione Rebiba
- Cardinale Giulio Antonio Santori
- Cardinale Girolamo Bernerio, O.P.
- Arcivescovo Galeazzo Sanvitale
- Cardinale Ludovico Ludovisi
- Cardinale Luigi Caetani
- Cardinale Ulderico Carpegna
- Cardinale Paluzzo Paluzzi Altieri degli Albertoni
- Papa Benedetto XIII
- Papa Benedetto XIV
- Papa Clemente XIII
- Cardinale Enrico Benedetto Stuart
- Papa Leone XII
- Cardinale Chiarissimo Falconieri Mellini
- Cardinale Camillo Di Pietro
- Cardinale Mieczysław Halka Ledóchowski
- Cardinale Jan Maurycy Paweł Puzyna de Kosielsko
- Arcivescovo Józef Bilczewski
- Arcivescovo Bolesław Twardowski
- Arcivescovo Eugeniusz Baziak
- Papa Giovanni Paolo II
- Vescovo Pierre Trần Đình Tứ
- Vescovo Joseph Nguyễn Tấn Tước